# Gordejki
Gordejki (deutsch Gordeyken, 1938 bis 1945 Gordeiken) ist ein Dorf in der polnischen Woiwodschaft Ermland-Masuren und gehört zur Stadt-und-Land-Gemeinde Olecko (Marggrabowa, umgangssprachlich auch Oletzko, 1928 bis 1945 Treuburg) im Powiat Olecki (Kreis Oletzko, 1933 bis 1945 Kreis Treuburg).

## Geographische Lage
Gordejki liegt am Nordufer des Dopker Sees (1938 bis 1945 Markgrafsfelder See, polnisch Jezioro Dobskie) im Osten der Woiwodschaft Ermland-Masuren, sieben Kilometer westlich der Kreisstadt Olecko.

## Geschichte
Das Dorf Gordeyken, nach 1785 auch Gordeicken geschrieben, wurde 1557 gegründet. Zwischen 1874 und 1945 war der Ort in den Amtsbezirk Olschöwen eingegliedert, der – 1934 in „Amtsbezirk Erlental“ umbenannt – zum Kreis Oletzko (1933 bis 1945: Kreis Treuburg) im Regierungsbezirk Gumbinnen in der preußischen Provinz Ostpreußen gehörte. Im gleichen Zeitraum war Gordeyken dem Standesamt Marggrabowa (Land) zugeordnet.
Im Jahre 1910 verzeichnete Gordeyken mit der eingemeindeten Ortschaft Klein Gordeyken (polnisch Gordejki Małe) insgesamt 273 Einwohner. Ihre Zahl stieg bis 1933 auf 306 und belief sich 1939 auf 250.
Aufgrund der Bestimmungen des Versailler Vertrags stimmte die Bevölkerung im Abstimmungsgebiet Allenstein, zu dem Gordeyken gehörte, am 11. Juli 1920 über die weitere staatliche Zugehörigkeit zu Ostpreußen (und damit zu Deutschland) oder den Anschluss an Polen ab. In Gordeyken stimmten 217 Einwohner für den Verbleib bei Ostpreußen, auf Polen entfiel keine Stimme.
Am 3. Juni (amtlich bestätigt am 16. Juli) des Jahres 1938 änderte man die Schreibweise des Ortsnamens von „Gordeyken“ in „Gordeiken“.
In Kriegsfolge kam das Dorf 1945 mit dem gesamten südlichen Ostpreußen zu Polen und führt seither die polnische Namensform „Gordejki“. Der Ort ist heute Sitz eines Schulzenamtes  (polnisch sołectwo), in das der Nachbarort Gordejki Małe (Klein Gordeyken, 1938 bis 1945 Kleingordeiken) einbezogen ist. Er ist jetzt eine Ortschaft im Verbund der Stadt-und-Land-Gemeinde Olecko (Marggrabowa, 1928 bis 1945 Treuburg) im Powiat Olecki (Kreis Oletzko, 1933 bis 1945 Kreis Treuburg), bis 1998 der Woiwodschaft Suwałki, seither der Woiwodschaft Ermland-Masuren zugehörig.

## Religionen
Bis 1945 war Gordeyken in die Evangelische Kirche Marggrabowa (Treuburg) in der Kirchenprovinz Ostpreußen der Kirche der Altpreußischen Union sowie in die katholische Pfarrkirche Marggrabowa im Bistum Ermland eingepfarrt.
Heute gehören die katholischen Kirchenglieder in Gordejki wieder zur Pfarrkirche in der Kreisstadt, die jetzt dem Bistum Ełk (deutsch Lyck) in der Römisch-katholischen Kirche in Polen zugeordnet ist. Die evangelischen Einwohner orientieren sich zu den Kirchen in Ełk und Gołdap, beide zugehörig zur Diözese Masuren der Evangelisch-Augsburgischen Kirche in Polen.

## Verkehr
Gordejki liegt ein wenig abseits vom Verkehrsgeschehen und ist nur über eine Nebenstraße erreichbar, die – von Gordejki Małe (Klein Gordeyken, 1938 bis 1945 Kleingordeiken) kommend – die Woiwodschaftsstraße DW 655 kreuzt und direkt in den Ort führt.
Zwischen 1908 und 1945 war Gordeyken resp. Gordeiken Bahnstation. Sie lag an der Bahnstrecke Kruglanken–Marggrabowa (Oletzko)/Treuburg (polnisch Kruklanki–Olecko). Das Bahnhofsgebäude stand hundert Meter südöstlich der Ortschaft Klein Gordeyken (Kleingordeiken). In Kriegsfolge findet hier kein Bahnverkehr mehr statt.